# Mevasser ben Kimoï
Mevasser ben Kimoï HaCohen (hébreu : מבששר בן קימוי הכהן ; arabe : Mubashshir ben Qimoï) est un rabbin babylonien des IXe et Xe siècles (décédé en 925).
Il dirige l’académie de Poumbedita de 917 à 925, en concurrence avec Kahana ben Yosseph, candidat soutenu par l’exilarque David ben Zakkaï.

## Éléments biographiques
Mevasser ben Kimoï succède à Juda bar Samuel Gaon (le grand-père de Sherira Gaon), à la mort de celui-ci. Cependant, s'étant
opposé à la succession de David ben Zakkaï à Mar Oukva au poste d'exilarque, au motif qu'il était apparenté à ce dernier, il fait partie des ennemis intimes de l'exilarque nouvellement élu, qui ne tarde pas à le démettre de ses fonctions, nommant à sa place Mar Cohen Tzedek (lequel pourrait lui-même être un parent de Mevasser).
Les membres de l'académie de Poumbedita se divisent en deux factions, soutenant chacune son Gaon. Mevasser est en outre soutenu par Aaron ben Meïr, Gaon de la Yeshiva de la terre d'Israël et par l'un des plus puissants financiers babyloniens, Aaron ben Amram. Mevasser Gaon lui rendra la faveur en faisant asseoir au premier rang de l'académie son beau-fils, Aaron ibn Sardjadou, bien que celui-ci n'appartienne pas à une famille de dignitaires académiques mais de commerçants. De son côté, Saadia ben Joseph (futur Gaon de l'académie de Soura), arrivé à Bagdad 921, s'oppose à Mevasser Gaon.
Tous ne tarderont pas à faire cause commune lors de la controverse du calendrier, opposant l'académie de la terre d'Israël à celles de Babylonie. À l'issue de celle-ci, en 922, David ben Zakkaï, réalisant l'importance de maintenir les académies fonctionnelles décide de revitaliser Soura et de faire la paix avec Mevasser.
Mar Cohen Tzedek et ses partisans se retirent du collège, mais continuent à percevoir leur salaire.
À la mort de Mevasser Gaon, Mar Cohen Tzedek est définitivement établi à la tête de l'académie de Poumbedita.

## Œuvre
Aucun enseignement ni responsum de Mevasser Gaon n'a été conservé.